# Fundu Văii (Poienești), Vaslui
Fundu Văii este un sat în comuna Poienești din județul Vaslui, Moldova, România.